# Tommy Wiseau

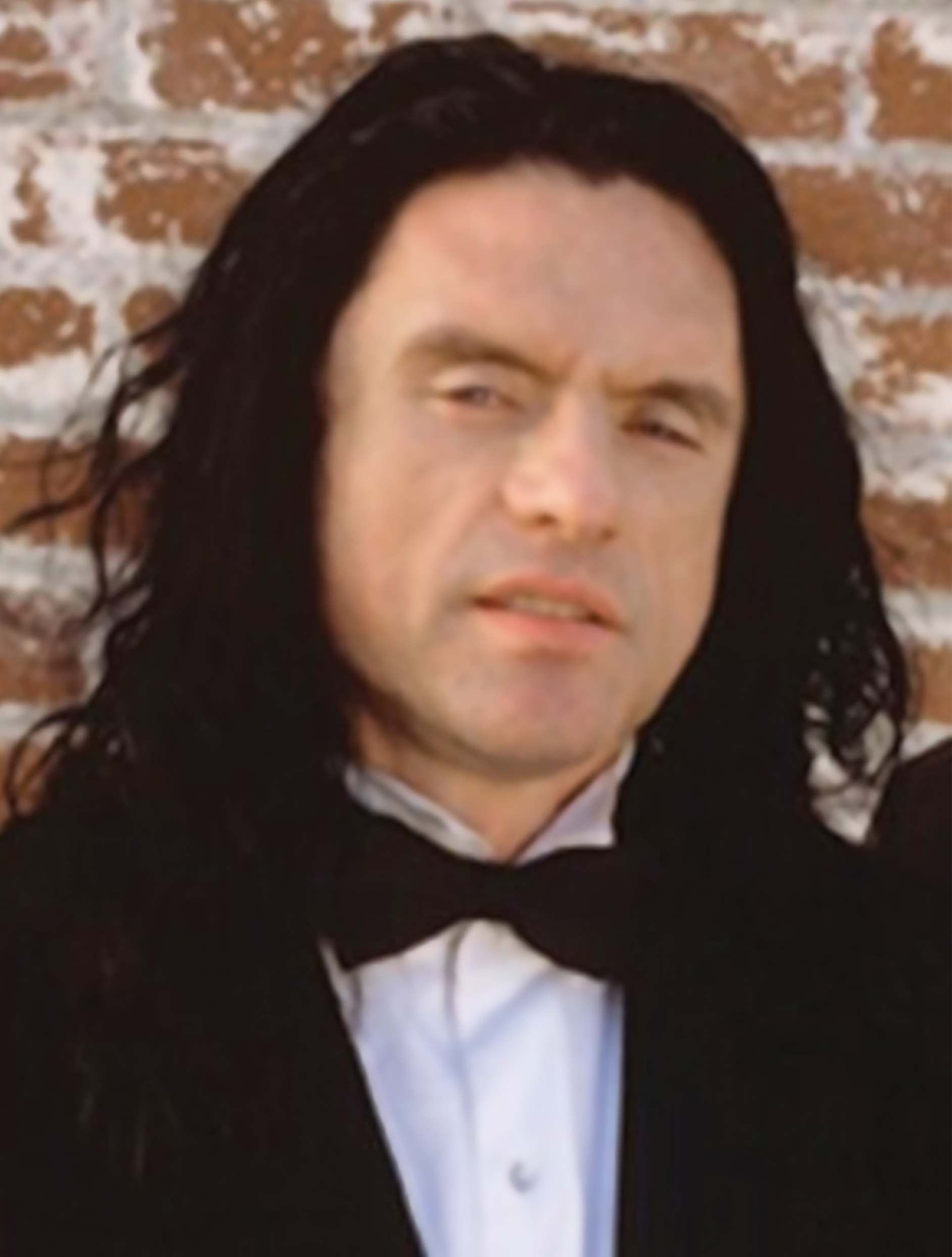
Tommy Wiseau

Tommy Wiseau [ˈtɔmi wɪˈzoʊ] (möglicherweise eigentl. Tomasz Wieczorkiewicz [ˈtɔ.maʂ vʲɛ.t͡ʂɔrˈkʲɛ.vʲit͡ʂ], * 3. Oktober 1955 in Posen, Polen) ist ein in den Vereinigten Staaten wirkender Regisseur, Drehbuchautor, Produzent und Schauspieler. Bekannt wurde er durch den Film The Room (2003), welcher von vielen Kritikern als einer der schlechtesten Filme aller Zeiten beschrieben wird und dadurch einen Kultfilmstatus erreicht hat. Er führte außerdem Regie bei dem Dokumentarfilm Homeless in America (2004) und der Sitcom The Neighbors (2015).

## Privatleben
Wiseau, der als seinen bürgerlichen Namen Thomas Pierre Wiseau angibt, verrät nur wenig über seine eigene Jugend. In diversen Interviews offenbarte er jedoch, „ursprünglich aus Europa“ zu stammen, „vor einer langen Zeit“ in Frankreich gelebt zu haben, sowie in New Orleans aufgewachsen zu sein. Darüber hinaus gab er an, „eine ganze Familie“ in Chalmette zu besitzen. Äußerungen zu seinem eigenen Alter lassen Rückschlüsse auf 1968 oder 1969 als mögliche Geburtsjahre zu.
Greg Sestero, einer der Hauptdarsteller in Wiseaus Film The Room, schreibt in seinem Buch The Disaster Artist (2013) jedoch, dass Wiseau laut seinen Immigrationspapieren bereits in den 1950ern in einem Ostblockstaat auf die Welt gekommen sei. Wiseaus ehemaliger Weggefährte Rick Harper wird deutlicher und behauptet im Dokumentarfilm Room Full of Spoons (2016), nach mehrjähriger Recherche seine wahre Identität herausgefunden zu haben. Demnach sei Wiseau 1955 im polnischen Posen als Tomasz Wieczorkiewicz zur Welt gekommen. Dafür spräche auch, dass Wiseaus laut Sestero erste Station im Westen das nur 270 km von Posen entfernt liegende Berlin gewesen sei. Auch seine sprachlichen Manierismen, die Vornamen der von ihm bislang öffentlich erwähnten Verwandten und seine römisch-katholische Erziehung implizieren, dass er aus Polen stammen könnte. Als weiterer möglicher Geburtsname wird zuletzt Tomasz Piotr Wieczór genannt.
Laut Sestero sei Wiseau schließlich als junger Erwachsener ins französische Straßburg gezogen, wo er den Namen Pierre angenommen und als Tellerwäscher in einem Restaurant gearbeitet habe. Wiseau habe ihm darüber hinaus erzählt, bei einer Drogenrazzia unrechtmäßig verhaftet worden zu sein. Diese Erfahrung habe ihn zu dem Entschluss geführt, in die Vereinigten Staaten zu ziehen, um dort mit seiner Tante Kathleen und seinem Onkel Stanley in Chalmette zu leben. Nach einem weiteren Umzug nach San Francisco habe er auf der Straße Vogelspielzeuge an Touristen verkauft, dank der er zu dem Spitznamen Birdman kam, woraufhin er seinen Namen amtlich in Thomas Pierre Wiseau umändern ließ. Dabei nahm er das französische Wort für Vogel oiseau und ersetzte das O durch das W seines eigentlichen Geburtsnamens. Wiseau soll in San Francisco ferner als Hilfskraft in einem Restaurant, als Mitarbeiter in einem Krankenhaus und als Geschäftsführer eines Unternehmens mit dem Namen Street Fashions USA, das beschädigte Jeanshosen verbilligt verkaufte, gearbeitet haben. Eines Tages soll er große Verkaufsflächen in der Bucht von San Francisco gekauft und vermietet haben, wodurch er ein großes Vermögen angesammelt habe. Sestero erwähnt in seinem Buch allerdings, dass es ihm schwer falle, Wiseaus Geschichten über seinen Weg zum Ruhm Glauben zu schenken.
Sestero erzählt weiter, dass Wiseau eines Tages im Erwachsenenalter in einen Autounfall involviert war, der fast tödlich für ihn endete, nachdem ein anderer Fahrer eine rote Ampel überfahren und Wiseaus Fahrzeug gerammt hatte. Wiseau wurde daraufhin in ein Krankenhaus eingeliefert und musste dort mehrere Wochen verbringen. Sestero deutet an, dass dieser Vorfall einen inneren Wandel in Wiseau hervorgerufen haben könnte, der ihn veranlasste, seine Träume, Schauspieler und Regisseur zu werden, zu verwirklichen. Zu Wiseaus cineastischen Vorbildern zählen unter anderem James Dean, Marlon Brando, Tennessee Williams, Orson Welles, Elizabeth Taylor und Alfred Hitchcock.

## Karriere

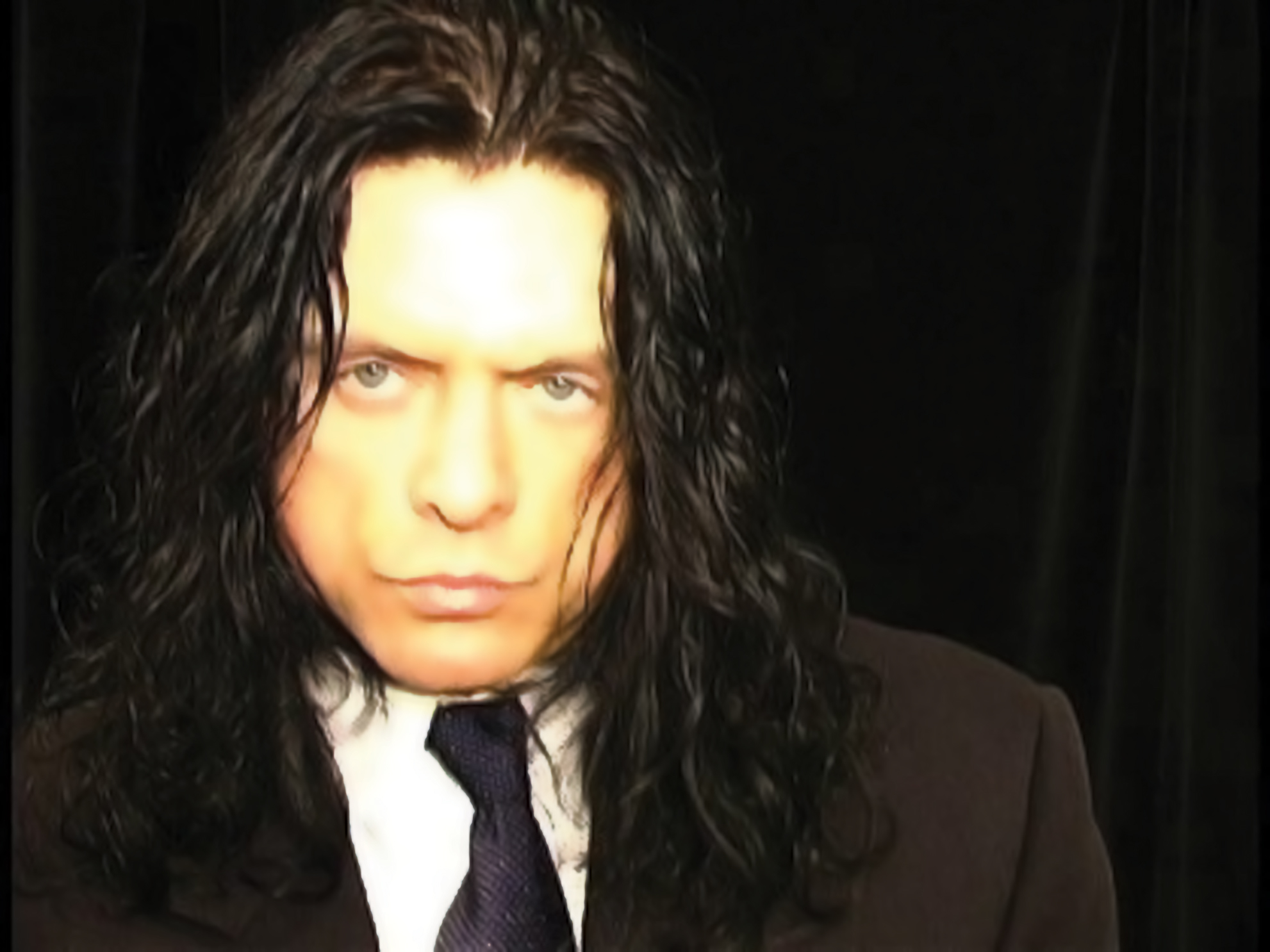
Tommy Wiseau (2010)

### Film
Wiseaus bekanntestes Werk ist der Film The Room, welcher 2003 veröffentlicht wurde. Das Budget für den Film betrug 6 Millionen Dollar, wobei es auf die Frage nach der Herkunft des Geldes keine klare Antwort gibt. Er basiert auf einem 540-seitigen Roman, den Wiseau selbst verfasst, allerdings nie veröffentlicht hat. Der Film wurde schnell von Kritikern in die Mangel genommen, entwickelte sich aber letzten Endes zu einem Kultfilm mit Spätvorstellungen in Kinos auf der ganzen Welt. 2010 bis 2011 fand die Love-is-Blind-Tour statt, bei der der Film in einer Vielzahl verschiedener Länder ausgestrahlt wurde. Bei Events dieser Art ist häufig auch Wiseau selbst anzutreffen, der mit den Fans interagiert und oft auch das Publikum vor Beginn der Vorstellung anspricht.
2004 produzierte Wiseau den Dokumentarkurzfilm Homeless in America, bei dem er auch als Regisseur, Drehbuchautor und Darsteller fungierte. 2010 spielte Wiseau die Hauptrolle in einem Kurzfilm mit dem Titel The House That Drips Blood on Alex, einer Horrorfilmparodie, die von der Sketch-Comedy-Gruppe Studio8 geschrieben und produziert wurde.
Wiseau nannte die Filme Die Kanonen von Navarone und Citizen Kane, und im Besonderen die Schauspieler James Dean und Marlon Brando als seine Einflüsse. Laut Sestero hat sich Wiseaus Besessenheit von James Dean unter anderem darin geäußert, dass diverse Dialogzeilen aus The Room auf Dialogen von … denn sie wissen nicht, was sie tun basieren.
In der 2017 erschienenen, gleichnamigen Verfilmung von Sesteros Buch The Disaster Artist hat James Franco die Rolle von Wiseau übernommen und führte auch Regie. Wiseau war mit dieser Auswahl zufrieden, sowie auch mit dem Entschluss, Dave Franco als Schauspieler für die Rolle von Greg Sestero zu wählen.
In einem ask me anything-Thread auf reddit im März 2015 erwähnte Wiseau, dass er an einem neuen Projekt mit dem Namen The Foreclosure arbeite.

### Fernsehen
2009 hatte Wiseau einen Gastauftritt in einer Episode der Tim and Eric Awesome Show, Great Job!, in der er für ein Segment mit dem Namen Pigman Regie geführt hat. Im darauffolgenden Jahr spielte Wiseau in einer Folge von Marc Wootons Fernsehserie La La Land mit.
Seit März 2015 wird auf Hulu Wiseaus neue Serie The Neighbors ausgestrahlt. Dabei ist er, wie auch bei The Room, als Produzent, Regisseur, Drehbuchautor und Darsteller tätig. Die Website The A.V. Club hat die Serie einem Test unterzogen und ihr die schlechteste Note gegeben, wobei vor allem die niedrigen Produktionskosten und die schwachen schauspielerischen Leistungen, bei gleichzeitiger Abwesenheit des unbeabsichtigten Unterhaltungswertes von The Room, kritisiert wurden.

### Internet
2011 war Wiseau auf YouTube in einer Serie von Videos mit dem Namen Tommy Explains It All anzutreffen. Über neun Episoden hinweg erläuterte Wiseau seine Ansichten über diverse Themen, von Citizen Kane über Schauspielerei, bis hin zur Kunst des Küssens. Wiseau war außerdem in der Tommy Wi-Show von Machinima.com zu sehen, in der er diverse Videospiele spielte und dazu Kommentare abgegeben und sich mit einem vermeintlichen Alien unterhalten hat.

## Filmografie (Auswahl)
- 2003: The Room (auch Regisseur, Produzent und Drehbuchautor)
- 2004: Homeless in America (Dokumentarfilm, auch Regisseur, Produzent und Drehbuchautor)
- 2009: Tim and Eric Awesome Show, Great Job! (Fernsehserie, eine Folge)
- 2010: The House That Drips Blood on Alex (Kurzfilm)
- 2011: Bump (Kurzfilm)
- 2011: Tommy Explains It All (Webserie)
- 2011: The Tommy Wi-Show (Webserie)
- 2014–2016: The Neighbors (Webserie, auch Regisseur, Produzent und Drehbuchautor)
- 2015: Shut Up and Talk (Webserie, eine Folge, Stimme)
- 2015: Samurai Cop 2: Deadly Vengeance
- 2017: Best F(r)iends
- 2017: The Disaster Artist
- 2018: Best F(r)iends: Volume 2
- 2023: Big Shark (auch Regisseur, Produzent und Drehbuchautor)

## Auszeichnungen und Nominierungen
| Jahr | Werk                | Auszeichnung                                               | Kategorie                                        | Gewonnen |
| ---- | ------------------- | ---------------------------------------------------------- | ------------------------------------------------ | -------- |
| 2004 | Homeless in America | New York International Independent Film and Video Festival | Beste Gesellschaftsdokumentation (L.A. Festival) | Ja       |
| 2004 | The Room            | New York International Independent Film and Video Festival | Publikumspreis                                   | Ja       |
| 2010 | Er selbst           | Harvard’s Ivory Tower (Harvard Undergraduate Television)   | Filmschaffender des Jahres                       | Ja       |